# Hans Standl
Johann „Hans“ Standl (* 11. Februar 1926 in Füssen; † 23. März 2021 ebenda) war ein deutscher Sportschütze. 
Hans Standl musste seine Teilnahme an den Olympischen Sommerspielen 1964 wegen eines Autounfalls absagen. Da er jedoch unbedingt einmal bei Olympischen Spielen antreten wollte, verlängerte der Allgäuer seine Karriere spontan um vier Jahre. Für die  Olympischen Sommerspiele 1968 in Mexiko-Stadt gelang ihm erneut die Qualifikation. Mit 42 Jahren war er der drittälteste Athlet der deutschen Mannschaft. Im Wettkampf mit der Schnellfeuerpistole wurde er Neunter.
1984 veröffentlichte er ein Buch mit dem Titel Sportliches Pistolenschießen. Technik, Training, Wettkampf.